# Cicadula saxosa
Cicadula saxosa är en insektsart som beskrevs av Samuel Hubbard Scudder 1890. Cicadula saxosa ingår i släktet Cicadula och familjen dvärgstritar. Inga underarter finns listade i Catalogue of Life.